# Józef Schürer
Józef  Schürer (także Schürrer, ur. 13 stycznia 1821 w Krasnej Lipie, zm. 26 lutego 1888 we Lwowie) – oboista, dyrygent i kompozytor.

## Życiorys
W latach 1834–1840 był uczniem Konserwatorium Muzycznego w Pradze, gdzie uczył się gry na oboju. Od 1851 r. był dyrygentem orkiestry teatru niemieckiego we Lwowie (Teatr Skarbkowski). W latach 1872–1877 był pierwszym dyrygentem teatru polskiego we Lwowie. Następnie prowadził orkiestrę Towarzystwa „Harmonia” we Lwowie. Przez wiele lat działał  jako członek zarządu i dyrygent w Towarzystwie Upowszechniania Muzyki w Galicji. Pracował także jako nauczyciel muzyki.

## Rodzina
Jego córką była śpiewaczka Emma Schürer.